# Paolo Mazzetti di Saluggia
Paolo Battista Francesco Michele Mattia Mazzetti, conte di Saluggia (Torino, 21 settembre 1770 – Torino, 10 dicembre 1830) è stato un nobile italiano, sindaco di Torino nel 1800 e nel 1814.

## Biografia
Figlio di Giuseppe Maurizio, conte di Saluggia, e Costanza Vittoria San Martino di Aglié.
Dottore in legge, paggio e scudiere del duca di Chiablese, divenne decurione di Torino nel 1792 e capitano nei volontari nel 1798.
Nel 1796 sposò Costanza Pastoris, figlia del conte Lodovico Raimondo Pastoris di Saluggia
Nel 1800, con Giovanni Battista Arbaudi, fu l'ultimo sindaco di Torino con il vecchio sistema dei due sindaci a mandato annuale prima che gli occupanti francesi imponessero il passaggio al maire unico di durata pluriennale, sul modello francese. Con la Restaurazione, nel 1814, il consiglio comunale ripristinò gli stessi due sindaci del 1800 per sancire anche simbolicamente il ritorno all'ancien régime. Mazzetti di Saluggia e Arbaudi rimasero in carica anche nel 1815.
Nel 1814 Mazzetti di Saluggia divenne colonnello dei cavalleggeri di Piemonte e, infine, maggiore generale.
Nel 1816 fu nominato cavaliere dell'ordine Mauriziano.
Non ebbe figli e la famiglia Mazzetti, originaria di Chieri, si estinse con lui. Lasciò 10 000 lire in eredità alla Reale Casa Invalidi (poi Corpo dei Veterani ed Invalidi).